# Wadungasih
Wadungasih is een bestuurslaag in het regentschap Sidoarjo van de provincie Oost-Java, Indonesië. Wadungasih telt 6262 inwoners (volkstelling 2010).